# Croix percée de Pluneret
La Croix percée de Pluneret est située au croisement de la «Route de Tormor», de la «Rue de la croix percée» et de la D17, à  Pluneret dans le Morbihan

## Historique
La croix percée de Pluneret fait l’objet d’une inscription au titre des monuments historiques depuis le 19 juillet 1937.

## Architecture
La croix de granit est de petite dimension. 
Le fût court est édifié sur un socle en granit. 
Le centre de la croix est évidé en forme de losange.